# Herbert Myśliwiec
Herbert Myśliwiec (ur. 26 lutego 1926 r., zm. 17 sierpnia 1998 r.) – polski znawca antyku, wykładowca i profesor Uniwersytetu Wrocławskiego, pochowany na Cmentarzu Grabiszyńskim we Wrocławiu.

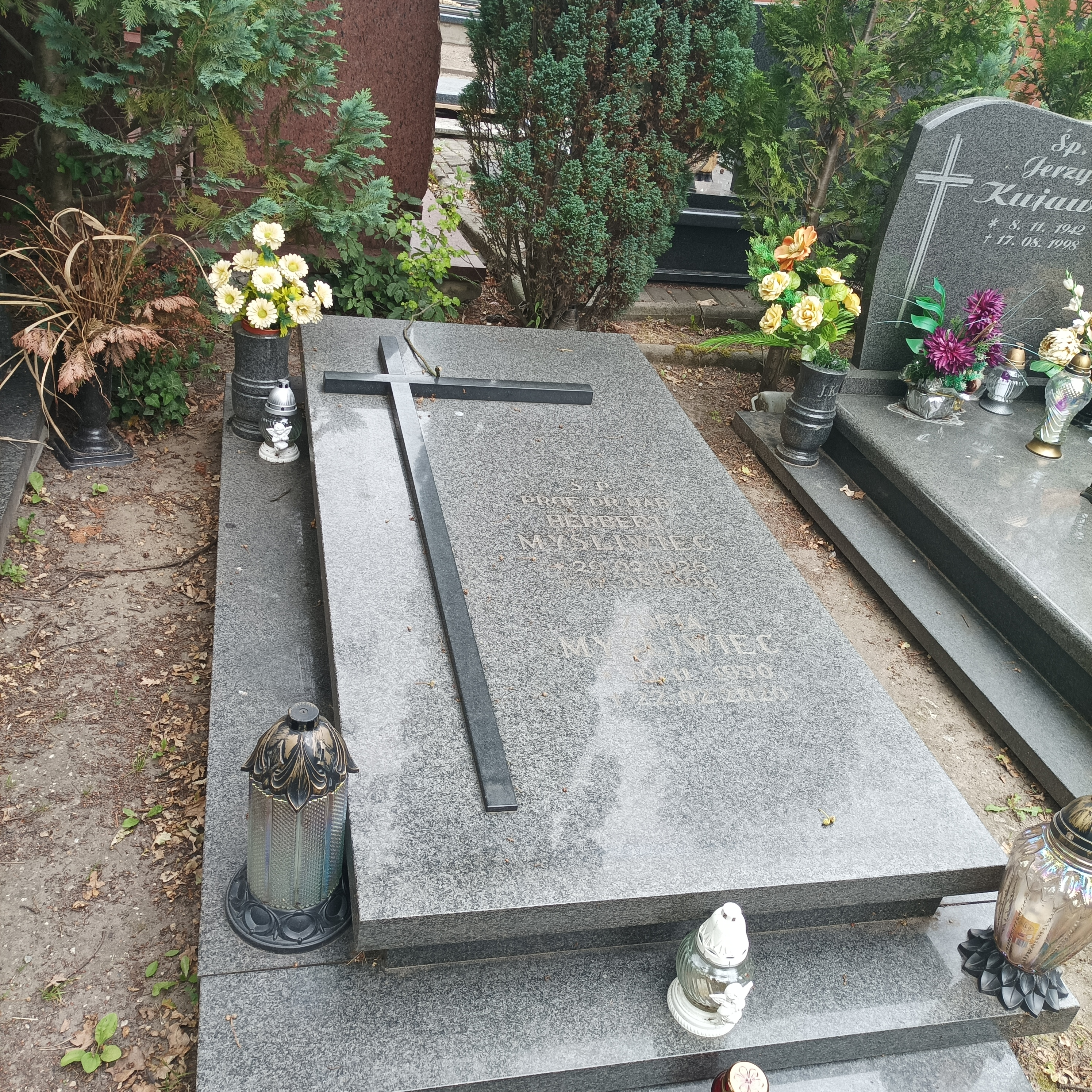
Grób prof. Herberta Myśliwca na Cmentarzu Grabiszyńskim